# Mariany Północne

Położenie Marianów Północnych

Mariany Północne (Wspólnota Marianów Północnych; ang. Northern Mariana Islands, Commonwealth of the Northern Mariana Islands; czam. Notte Mariånas, Sankattan Siha Na Islas Mariånas) – terytorium zorganizowane nieinkorporowane Stanów Zjednoczonych o statusie wspólnoty (US Commonwealth), położone w północno-zachodniej Oceanii.
Stolicą Marianów Północnych jest Capitol Hill.

## Geografia
Terytorium zajmuje północną część archipelagu Marianów, położonego w Mikronezji, w północno-zachodniej części Oceanu Spokojnego. W jego skład wchodzi 14 wysp, a powierzchnia wynosi 477 km².

## Ustrój polityczny
Mariany Północne są terytorium zależnym mającym status terytorium nieinkorporowanego zorganizowanego o statusie „wspólnoty” (ang. commonwealth) – zależnego od Stanów Zjednoczonych o dużej autonomii wewnętrznej, co odpowiada statusowi terytorium stowarzyszonego ze Stanami Zjednoczonymi.
Rządy sprawuje gubernator wybierany w wyborach powszechnych. Ze względu na ich status, Marianami Północnymi administruje Office of Insular Affairs amerykańskiego Departamentu Zasobów Wewnętrznych.
Władza ustawodawcza należy do dwuizbowego parlamentu składającego się z 18-osobowej izby niższej (Izba Reprezentantów) i 9-osobowej izby wyższej (Senat).

## Podział administracyjny
Mariany Północne dzielą się na 4 okręgi:
- Northern Islands
- Rota
- Saipan
- Tinian

## Historia
Wyspy zostały odkryte w 1521 przez Magellana i do 1898 stanowiły własność hiszpańską. Wtedy to północna część Marianów została zakupiona przez Niemcy, ale po I wojnie światowej, jako terytorium mandatowe Ligi Narodów, przeszła pod administrację japońską. W latach 1947–1990, jako terytorium powiernicze, wchodziły w skład Powierniczych Wysp Pacyfiku. Jednocześnie w 1978, mając autonomię wewnętrzną, uzyskały status państwa stowarzyszonego ze Stanami Zjednoczonymi.

## Demografia
| Rok  | Ludność |
| 2000 | 69 090  |
| 2001 | 68 020  |
| 2002 | 66 950  |
| 2003 | 65 880  |
| 2004 | 64 810  |
| 2005 | 63 740  |
| 2006 | 61 750  |
| 2007 | 59 750  |
| 2008 | 57 760  |
| 2009 | 55 760  |
| 2010 | 53 772  |
| 2011 | 54 159  |
| 2012 | 54 507  |
| 2013 | 54 840  |
| 2014 | 55 142  |
| 2015 | 55 422  |
| 2016 | 55 687  |
| 2017 | 55 940  |
| 2018 | 56 178  |
| 2019 | 56 397  |
| 2020 | 56 608  |
| 2021 | 56 801  |
| 2022 | 56 986  |
| 2023 | 57 154  |

## Wyspy Marianów Północnych
W skład terytorium wchodzą następujące wyspy (wymienione z północy na południe):
| Nr | Wyspa                         | Powierzchnia (km²) | Ludność w 2000    | Ludność w 2020 | Wysokość (m) | Najwyższy punkt      | Położenie                                   |
| -- | ----------------------------- | ------------------ | ----------------- | -------------- | ------------ | -------------------- | ------------------------------------------- |
| 1  | Farallon de Pajaros (Urracas) | 2,55               | 0                 | 0              | 319          |                      | 20°33′N 144°54′E/20,550000 144,900000       |
| 2  | Maug Islands                  | 2,13               | 0                 | 0              | 227          |                      | 20°02′N 145°19′E/20,033333 145,316667       |
| 3  | Asuncion Island               | 7,31               | 0                 | 0              | 891          |                      | 19°43′N 145°41′E/19,716667 145,683333       |
| 4  | Agrihan                       | 43,51              | opuszczona w 1990 | 4              | 965          | Mount Agrihan        | 18°46′N 145°40′E/18,766667 145,666667       |
| 5  | Pagan                         | 47,23              | opuszczona w 1981 | 2              | 579          | Mount Pagan          | 18°08′36″N 145°47′39″E/18,143333 145,794167 |
| 6  | Alamagan                      | 11,12              | opuszczona w 2009 | 1              | 744          | Banadera             | 17°35′N 145°50′E/17,583333 145,833333       |
| 7  | Guguan                        | 3,87               | 0                 | 0              | 301          |                      | 17°20′N 145°51′E/17,333333 145,850000       |
| 8  | Sarigan                       | 4,97               | 0                 | 0              | 549          |                      | 16°43′N 145°47′E/16,716667 145,783333       |
| 9  | Anatahan                      | 31,21              | opuszczona w 1990 | 0              | 787          |                      | 16°22′N 145°40′E/16,366667 145,666667       |
| 10 | Farallon de Medinilla         | 0,85               | 0                 | 0              | 81           |                      | 16°01′N 146°04′E/16,016667 146,066667       |
| 11 | Saipan                        | 115,39             | 62 392            | 43 385         | 474          | Mount Tagpochau      | 15°11′06″N 145°44′28″E/15,185000 145,741111 |
| 12 | Tinian                        | 101,01             | 3540              | 2044           | 170          | Kastiyu (Lasso Hill) | 14°57′12″N 145°38′54″E/14,953333 145,648333 |
| 13 | Aguijan (Agiguan)             | 7,09               | 0                 | 0              | 157          |                      | 14°42′N 145°18′E/14,700000 145,300000       |
| 14 | Rota                          | 85,38              | 3283              | 1893           | 491          | Mt. Manira           | 14°08′37″N 145°11′08″E/14,143611 145,185556 |
|    | Mariany Północne              | 463,63             | 69 221            | 47 329         | 965          | Mount Agrihan        | 14°08′ do 20°33′N, 144°54° do 146°04′E      |

## Stosunki wyznaniowe

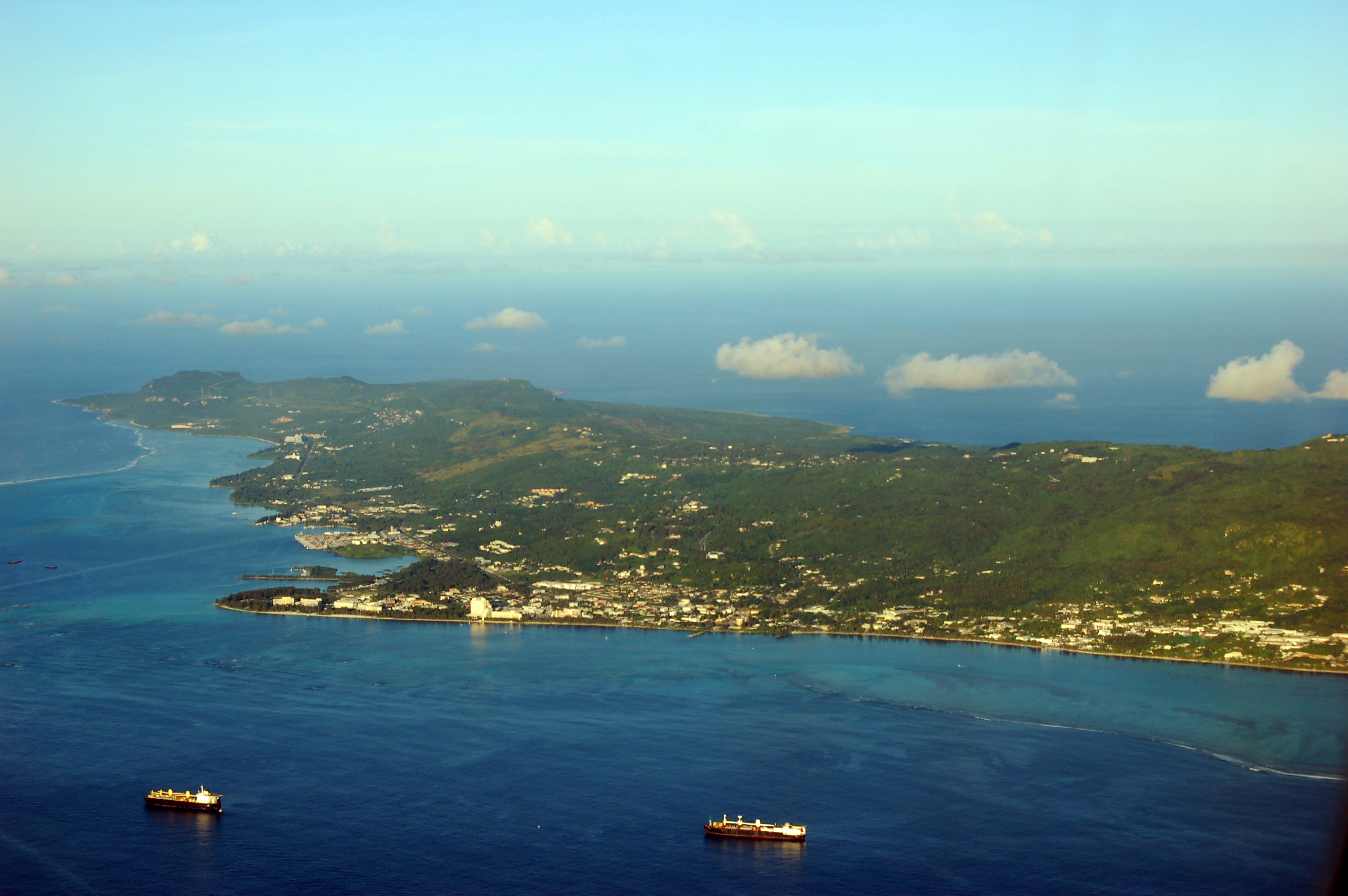
Wyspa Saipan

Struktura religijna kraju w 2010 roku według Centrum Badawczego Pew:
- Katolicyzm: 64,1% (zobacz: metropolia Hagåtña)
- Protestantyzm: 16% (gł. baptyści, kongregacjonaliści, kalwini i zielonoświątkowcy)
- Buddyzm: 10,6%
- Religie plemienne: 5,3%
- Inni chrześcijanie: 1,2% (w tym Świadkowie Jehowy)  Zobacz więcej w artykule Świadkowie Jehowy w Stanach Zjednoczonych, w sekcji Świadkowie Jehowy na Marianach Północnych.
- Brak religii: 1,0%
- Islam: 0,7%
- Inne religie: 1,1%.